# Бойко Устина Федорівна
Бойко Устина Федорівна — (*1836 — †?) — племінниця Тараса Шевченка, дочка його рідної сестри Ярини Григорівни Бойко.
Шевченко зустрічався з Бойко 1859 року під час подорожі Україною. Коли він приїхав до своєї сестри, першою його зустріла саме Устина.

## Сім'я
- Ярина Григорівна (* 12 травня 1816 — † 1865) — матір. Сестра Тараса Шевченка
- Федір Кіндратович (*1811 — † 1850-ті) — батько.
- Іларіон (* 16 червня 1840 — † ?) — рідний брат.
- Логвин (* 1842 — † ?) — рідний брат.
- Лаврентій (* 1847 — † ?) — рідний брат.